# Амілехін Сергій Володимирович
Сергій Володимирович Амілехін (рос. Сергей Владимирович Амилехин; нар. 12 червня 1974, Лівни, Орловська область) — радянський та український футболіст, нині тренер-викладач ДЮСШ № 3 (місто Орел).

## Життєпис
Футболом розпочав займатися під керівництвом свого батька — футболіста й тренера орловського «Спартака» Володимира Івановича Амілехіна. У 1991 році дебютував за «Спартак», але провівши 2 матчі, поїхав у Казахстан, де грав за «Гірник» (Хромтау). У 1992 році виступав за команду «Ворскла» (Полтава), а потім два сезони провів у команді «Нафтовик» (Охтирка). У сезоні 1994/95 років дебютував у вищій лізі України в складі команди «Карпати» (Львів). Потім провів один матч за молодіжну збірну України. Після цього грав за «Динамо-2» (Київ), «Прикарпаття» (Івано-Франківськ), «Хутровик» (Тисмениця), ЦСКА (Київ). У 1996 році повернувся в «Нафтовик». Останньою командою, в якій Сергій Амілехін грав у вищій лізі України була «Зірка-НІБАС» (Кіровоград). У 1998 році провів три матчі за «Сокіл» (Саратов) в першій лізі Росії, а потім виступав за ФК «Лівни», в складі якого дебютував у КФК «Чернозем'я». Повернувшись в Україну, догравав у командах «Електрон» (Ромни) і «Нафтовик» (Охтирка). Завершив кар'єру в Росії в команді «Металург» (Магнітогорськ). Після закінчення кар'єри працював в орловської ДЮСШ-3.

## Статистика
- У вищій лізі України провів 67 матчів, забив 5 м'ячів
- У першій лізі України провів 130 матчів, забив 8 м'ячів
- У другій лізі України провів 19 матчів.
- У другій лізі СРСР провів 17 матчів, забив 3 м'ячі.
- У першій лізі Росії провів 3 матчі.
- У другому дивізіоні Росії провів 10 матчів.